# ファー・イースト・フィナンシャル・センター

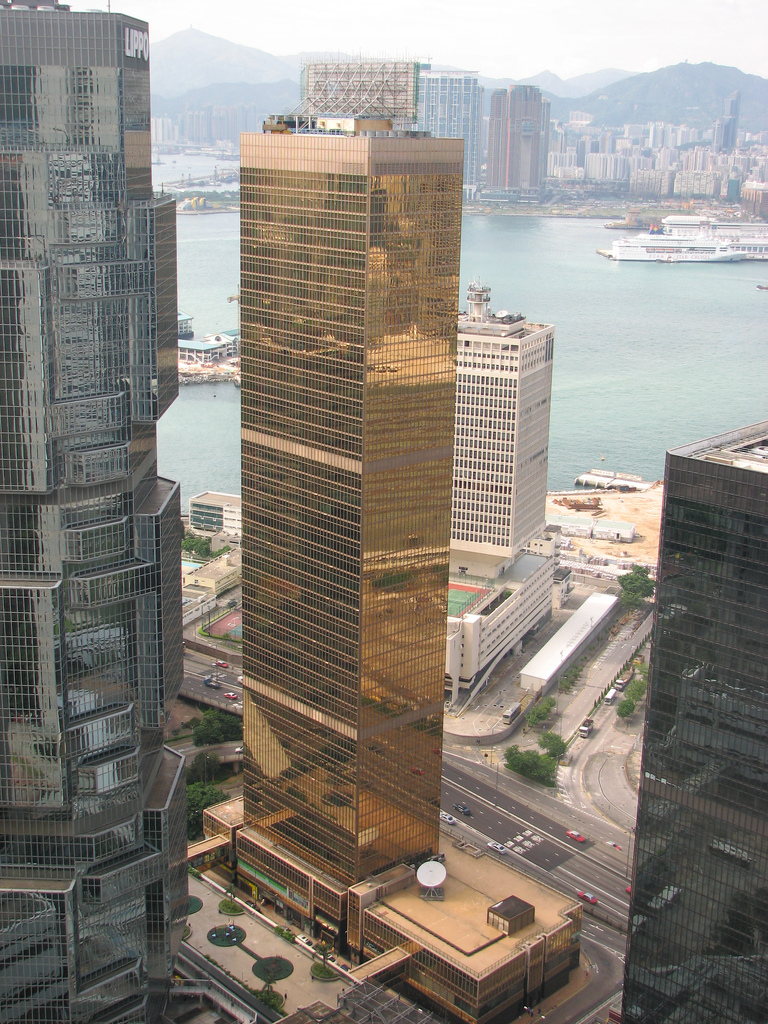
全景

遠東金融中心（繁体字: 遠東金融中心、簡体字: 远东金融中心、英語：Far East Financial Centre）は、香港の香港島北部、金鐘（Admiralty）地区に位置する超高層ビルである。

## 概要
金鐘（Admiralty）の干諾道（Connaught Road）に面し、リッポーセンター（Lippo Centre）の隣に建つ超高層ビルである。1982年に完成し地上48階建て、高さ175mを持つ建物である。主にテナントオフィスビルとして利用されている。香港の不動産会社である信和置業が管理、運営している。
壁面全面に金色のハーフミラーガラスを使用するなど、付近のビルの中でも非常に目立つ建物である。中環（Central）や金鐘の超高層建築群の中でも、比較的早期に建設された建築である。
香港島のスカイラインを形成する建物のひとつで、ヴィクトリア湾を挟んで対岸の九龍側からでも臨む事ができる。屋上に巨大な広告のネオンサインを載せており、香港島の夜景に寄与している。
周辺のリッポーセンターやバンク・オブ・アメリカタワー（Bank of America Tower）や和記タワー（Hutchison House）とはペデストリアンデッキで繋がっている。

## 周辺施設
- MTR金鐘駅
- 中国銀行タワー
- バンク・オブ・アメリカタワー（美國銀行中心：Bank of America Tower）
- 和記ハウス（和記大廈：Hutchison House）
- リッポーセンター（力寶中心：Lippo Centre）
- 金鐘廊（Queensway Plaza）
- 高等法院（High Court）
- 金鐘道政府合署（Queensway Government Office）
- パシフィック・プレイス（太古廣場：Pacific Place）
- コンラッド香港（港麗酒店：Conrad Hong Kong）
- アイランド・シャングリラ（港島香格里拉大酒店：Island Shangri-La Hotel）
- 海富センター（海富中心：Admiralty Centre）
- 統一センター（統一中心：United Centre）
- 中国人民解放軍駐香港部隊ビル

## 交通
- 香港MTR 港島線 荃湾線 南港島線 東鉄線・金鐘駅より徒歩約5分程度
- その他バス（巴士）、ミニバス（小巴）、トラム（路面電車）など利用